# Planchonella vrieseana
Planchonella vrieseana är en tvåhjärtbladig växtart som först beskrevs av Jean Baptiste Louis Pierre och William Burck, och fick sitt nu gällande namn av Marcel Marie Maurice Dubard. Planchonella vrieseana ingår i släktet Planchonella och familjen Sapotaceae.
Artens utbredningsområde är Moluckerna. Inga underarter finns listade i Catalogue of Life.